# جزيرة طما
قرية جزيرة طما هي إحدى القرى التابعة لمركز طما بمحافظة سوهاج في جمهورية مصر العربية. حسب إحصاءات سنة 2006، بلغ إجمالي السكان في جزيرة طما 7551 نسمة، منهم 3937 رجل و3614 امرأة.